# الدوري الأرمني الممتاز 1997
الدوري الأرمني الممتاز 1997 (بالأرمنية: Հայաստանի Բարձրագույն խումբ 1997)‏ هو الموسم 6 من  الدوري الأرمني الممتاز. أقيم خلال الفترة 3 أغسطس 1997 وحتى 16 نوفمبر 1997، والذي يشرف على تنظيمه اتحاد أرمينيا لكرة القدم، وكان عدد الأندية المشاركة فيه  10، وفاز فيه إف سي يريفان.